# Scottish Premiership 2021-22
La temporada 2021-22 (conocida como Ladbrokes Premiership por razones patrocinio) fue la 9.ª edición de la Scottish Premiership y la 125.ª edición del Campeonato escocés de fútbol, la máxima categoría del fútbol profesional en Escocia.

## Formato
Los 12 equipos disputarán un torneo de todos contra todos donde cada club jugará contra los demás tres veces durante 38 jornadas. Al finalizar, el primer clasificado se coronará campeón de la liga y obtendrá un cupo para la Ronda de Play-Off de la Liga de Campeones de la UEFA 2022-23, mientras que el subcampeón lo hará para la Segunda ronda de la misma. Por su parte, el tercero y el cuarto obtendrán sendos cupos para la Tercera ronda de la Liga Europa Conferencia de la UEFA 2022-23; además se otorgará un cupo para la Tercera ronda de la Liga Europea 2022-23, que será asignado al campeón de la Copa de Escocia 2021-22.

## Equipos participantes

### Ascensos y descensos
| Pos.  | Descendidos de la Scottish Premiership 2020-21 |
| ----- | ---------------------------------------------- |
| Prom. | Kilmarnock                                     |
| 12º   | Hamilton Academical                            |

| Pos.  | Ascendidos de la Scottish Championship 2020-21 |
| ----- | ---------------------------------------------- |
| 1º    | Heart of Midlothian                            |
| Prom. | Dundee FC                                      |

### Información de los equipos
| Equipo              | Entrenador               | Capitán         | Proveedor | Patrocinador en la camiseta |
| ------------------- | ------------------------ | --------------- | --------- | --------------------------- |
| Aberdeen            | Stephen Glass            | Joe Lewis       | Adidas    | Saltire Energy              |
| Celtic              | Ange Postecoglou         | TBC             | Adidas    | Dafabet                     |
| Dundee              | James McPake             | Charlie Adam    | Macron    | Crown Engineering Services  |
| Dundee United       | Tam Courts               | Mark Reynolds   | Macron    | Utilita                     |
| Heart of Midlothian | Robbie Neilson           | Steven Naismith | Umbro     | Save the Children           |
| Hibernian           | Jack Ross                | David Gray      | Joma      | Utilita                     |
| Livingston          | David Martindale         | Marvin Bartley  | Nike      | Phoenix Drilling Ltd        |
| Motherwell          | Graham Alexander         | TBC             | Macron    | Paycare                     |
| Rangers             | Giovanni van Bronckhorst | James Tavernier | Castore   | 32Red                       |
| Ross County         | Malky Mackay             | TBC             | Joma      | Ross-shire Engineering      |
| St Johnstone        | Callum Davidson          | Jason Kerr      | Macron    | Binn Group                  |
| St Mirren           | Jim Goodwin              | Joe Shaughnessy | Joma      | Skyview Capital             |

### Recintos de cada equipo
| Equipo              | Ciudad     | Estadio             | Capacidad |
| ------------------- | ---------- | ------------------- | --------- |
| Aberdeen            | Aberdeen   | Pittodrie Stadium   | 22.220    |
| Celtic              | Glasgow    | Celtic Park         | 60.837    |
| Dundee United       | Dundee     | Tannadice Park      | 14.209    |
| Hamilton Academical | Hamilton   | New Douglas Park    | 6.500     |
| Heart of Midlothian | Edimburgo  | Tynecastle Park     | 20.099    |
| Hibernian           | Edimburgo  | Easter Road         | 20.421    |
| Kilmarnock          | Kilmarnock | Rugby Park          | 18.220    |
| Livingston          | Livingston | Tony Macaroni Arena | 8.716     |
| Motherwell          | Motherwell | Fir Park            | 13.750    |
| Rangers             | Glasgow    | Ibrox Stadium       | 50.987    |
| Ross County         | Dingwall   | Victoria Park       | 6.500     |
| St. Johnstone       | Perth      | McDiarmid Park      | 10.673    |
| St. Mirren          | Paisley    | St. Mirren Park     | 8.023     |

| Consejo    | Número | Equipo                          |
| ---------- | ------ | ------------------------------- |
| Glasgow    | 2      | Celtic y Rangers                |
| Aberdeen   | 1      | Aberdeen                        |
| Dundee     | 1      | Dundee United                   |
| Hamilton   | 1      | Hamilton Academical             |
| Edimburgo  | 2      | Heart of Midlothian e Hibernian |
| Kilmarnock | 1      | Kilmarnock                      |
| Livingston | 1      | Livingston                      |
| Motherwell | 1      | Motherwell                      |
| Dingwall   | 1      | Ross County                     |
| Perth      | 1      | St. Johnstone                   |
| Paisley    | 1      | St. Mirren                      |

## Clasificación
| Pos. | Equipo              | Pts. | PJ | G  | E  | P  | GF | GC | Dif. | Clasificación o descenso                                  |
| ---- | ------------------- | ---- | -- | -- | -- | -- | -- | -- | ---- | --------------------------------------------------------- |
| 1    | Celtic (C)          | 93   | 38 | 29 | 6  | 3  | 92 | 22 | +70  | Fase de grupos de la Liga de Campeones                    |
| 2    | Rangers             | 89   | 38 | 27 | 8  | 3  | 80 | 31 | +49  | Tercera fase clasificatoria de la Liga de Campeones       |
| 3    | Heart of Midlothian | 61   | 38 | 17 | 10 | 11 | 54 | 44 | +10  | Ronda de play-off de la Liga Europa                       |
| 4    | Dundee United       | 48   | 38 | 12 | 12 | 14 | 37 | 44 | −7   | Tercera fase clasificatoria de la Liga Europa Conferencia |
| 5    | Motherwell          | 46   | 38 | 12 | 10 | 16 | 42 | 61 | −19  | Segunda fase clasificatoria de la Liga Europa Conferencia |
| 6    | Ross County         | 41   | 38 | 10 | 11 | 17 | 47 | 61 | −14  |                                                           |
|      |                     |      |    |    |    |    |    |    |      |                                                           |
| 7    | Livingston          | 49   | 38 | 13 | 10 | 15 | 41 | 46 | −5   |                                                           |
| 8    | Hibernian           | 45   | 38 | 11 | 12 | 15 | 38 | 42 | −4   |                                                           |
| 9    | St. Mirren          | 44   | 38 | 10 | 14 | 14 | 33 | 51 | −18  |                                                           |
| 10   | Aberdeen            | 41   | 38 | 10 | 11 | 17 | 41 | 46 | −5   |                                                           |
| 11   | St. Johnstone       | 35   | 38 | 8  | 11 | 19 | 24 | 51 | −27  | Promoción por la permanencia                              |
| 12   | Dundee (D)          | 29   | 38 | 6  | 11 | 21 | 34 | 64 | −30  | Descenso a la Scottish Championship                       |

 Fuente: BBC
Criterios de clasificación: 1) Puntos; 2) Gol diferencia; 3) Goles anotados; 4) Puntos en partidos directos; 5) Gol diferencia en partidos directos; 6) Play-off (solo si se decide al campeón, clasificación a competiciones UEFA o descenso).
Notas:
1. ↑  Debido a la suspensión de los equipos rusos de las competiciones de clubes de la UEFA, el campeón de la Premiership escocesa se clasificará para la fase de grupos de la Liga de Campeones.
2. ↑  Debido a la suspensión de los equipos rusos de las competiciones de clubes de la UEFA, el subcampeón de la Premiership escocesa entrará en la tercera ronda de clasificación de la Liga de Campeones.
3. ↑  Debido a que el ganador de la Copa de Escocia 2021-22, Rangers, clasificó a una competición europea basado en su posición en la liga, el cupo para Liga Europa Conferencia fue transferido para el quinto lugar de esta tabla.

## Resultados

### Jornada 1–22
Los equipos jugaron uno contra otro dos veces, una vez de local y otra de visitante.
| Local \ Visitante   | ABE | CEL | DND | DUN | HOM | HIB | LIV | MOT | RAN | ROS | STJ | STM |
| ------------------- | --- | --- | --- | --- | --- | --- | --- | --- | --- | --- | --- | --- |
| Aberdeen            |     | 1–2 | 2–1 | 2–0 | 2–1 | 1–0 | 2–0 | 0–2 | 1–1 | 1–1 | 0–1 | 4–1 |
| Celtic              | 2–1 |     | 6–0 | 1–1 | 1–0 | 2–0 | 0–0 | 1–0 | 3–0 | 3–0 | 2–0 | 6–0 |
| Dundee              | 2–1 | 2–4 |     | 0–0 | 0–1 | 2–2 | 0–0 | 3–0 | 0–1 | 0–5 | 1–0 | 2–2 |
| Dundee United       | 1–0 | 0–3 | 1–0 |     | 0–2 | 1–3 | 0–1 | 2–1 | 1–0 | 1–0 | 0–1 | 1–2 |
| Heart of Midlothian | 1–1 | 2–1 | 1–1 | 5–2 |     | 0–0 | 3–0 | 2–0 | 0–2 | 2–1 | 2–0 | 2–0 |
| Hibernian           | 1–0 | 1–3 | 1–0 | 0–3 | 0–0 |     | 2–0 | 1–1 | 0–1 | 3–0 | 1–0 | 2–2 |
| Livingston          | 1–2 | 1–0 | 2–0 | 1–1 | 0–1 | 1–0 |     | 1–2 | 1–3 | 1–1 | 1–2 | 0–1 |
| Motherwell          | 2–0 | 0–2 | 1–0 | 1–0 | 2–0 | 2–3 | 2–1 |     | 1–6 | 2–1 | 2–0 | 2–2 |
| Rangers             | 2–2 | 1–0 | 3–0 | 1–0 | 1–1 | 2–1 | 3–0 | 1–1 |     | 4–2 | 2–0 | 2–0 |
| Ross County         | 1–1 | 1–2 | 3–2 | 1–1 | 2–2 | 1–0 | 2–3 | 3–1 | 2–4 |     | 0–0 | 2–3 |
| St. Johnstone       | 0–1 | 1–3 | 3–1 | 0–1 | 1–1 | 1–2 | 0–3 | 1–1 | 1–2 | 1–2 |     | 0–0 |
| St. Mirren          | 3–2 | 0–0 | 0–1 | 0–0 | 1–2 | 1–1 | 1–1 | 1–1 | 1–2 | 0–0 | 0–0 |     |

### Jornada 23–33
Los equipos jugaron uno contra otro una vez, ya sea de local o visitante.
| Local \ Visitante   | ABE | CEL | DND | DUN | HOM | HIB | LIV | MOT | RAN | ROS | STJ | STM |
| ------------------- | --- | --- | --- | --- | --- | --- | --- | --- | --- | --- | --- | --- |
| Aberdeen            |     | 2–3 |     | 1–1 |     | 3–1 |     |     |     | 0–1 | 1–1 |     |
| Celtic              |     |     | 3–2 | 1–0 |     |     |     |     |     | 4–0 | 7–0 | 2–0 |
| Dundee              | 2–2 |     |     |     |     | 0–0 | 0–4 |     | 1–2 | 1–2 |     | 0–1 |
| Dundee United       |     |     | 2–2 |     | 2–2 |     |     | 2–0 | 1–1 | 2–1 |     |     |
| Heart of Midlothian | 2–0 | 1–2 | 1–2 |     |     | 3–1 | 2–0 | 2–0 |     |     |     |     |
| Hibernian           |     | 0–0 |     | 1–1 |     |     | 2–3 |     |     | 2–0 | 0–0 | 0–1 |
| Livingston          | 2–1 | 1–3 |     | 2–1 |     |     |     | 2–2 |     |     |     | 1–1 |
| Motherwell          | 1–1 | 0–4 | 1–1 |     |     | 0–0 |     |     |     | 0–1 |     | 4–2 |
| Rangers             | 1–0 | 1–2 |     |     | 5–0 | 2–0 | 1–0 | 2–2 |     |     |     |     |
| Ross County         |     |     |     |     | 1–1 |     | 1–1 |     | 3–3 |     | 3–1 | 1–0 |
| St. Johnstone       |     |     | 0–0 | 0–0 | 2–1 |     | 1–0 | 2–1 | 0–1 |     |     |     |
| St. Mirren          | 1–0 |     |     | 1–2 | 0–2 |     |     |     | 0–4 |     | 2–1 |     |

### Jornada 34–38
Después de 33 jornadas, la liga se dividió en dos secciones de seis equipos, es decir, los seis primeros y los seis últimos, y los equipos jugaron contra todos los demás equipos de su sección una vez (ya sea en local o visitante). Los partidos estuvieron determinados por la posición de los equipos en la tabla de la liga en el momento de la división.
| Local \ Visitante   | CEL | DUN | HOM | MOT | RAN | ROS |
| ------------------- | --- | --- | --- | --- | --- | --- |
| Celtic              |     |     | 4–1 | 6–0 | 1–1 |     |
| Dundee United       | 1–1 |     | 2–3 | 1–0 |     |     |
| Heart of Midlothian |     |     |     |     | 1–3 | 0–0 |
| Motherwell          |     |     | 2–1 |     | 1–3 |     |
| Rangers             |     | 2–0 |     |     |     | 4–1 |
| Ross County         | 0–2 | 1–2 |     | 0–1 |     |     |

| Local \ Visitante | ABE | DND | HIB | LIV | STJ | STM |
| ----------------- | --- | --- | --- | --- | --- | --- |
| Aberdeen          |     | 1–0 |     | 1–2 |     | 0–0 |
| Dundee            |     |     | 3–1 |     | 1–1 |     |
| Hibernian         | 1–1 |     |     |     | 4–0 |     |
| Livingston        |     | 2–1 | 1–0 |     | 1–1 |     |
| St. Johnstone     | 1–0 |     |     |     |     | 0–1 |
| St. Mirren        |     | 2–0 | 0–1 | 0–0 |     |     |

## Promoción por la permanencia

### Cuadro de desarrollo
|  | Primera ronda                | Primera ronda                | Primera ronda                | Primera ronda                | Primera ronda |   |          | Segunda ronda | Segunda ronda | Segunda ronda | Segunda ronda | Segunda ronda |   |  | Promoción | Promoción | Promoción | Promoción | Promoción |  |
|  |                              |                              |                              |                              |               |   |          |               |               |               |               |               |   |  |           |           |           |           |           |  |
|  |                              |                              |                              |                              |               |   |          |               |               |               |               |               |   |  |           |           |           |           |           |  |
|  | Partick Thistle              | Partick Thistle              | 1                            | 0                            | 1             |   |          |               |               |               |               |               |   |  |           |           |           |           |           |  |
|  | Partick Thistle              | Partick Thistle              | 1                            | 0                            | 1             |   |          |               |               |               |               |               |   |  |           |           |           |           |           |  |
|  | Inverness Caledonian Thistle | Inverness Caledonian Thistle | 2                            | 1                            | 3             |   |          |               |               |               |               |               |   |  |           |           |           |           |           |  |
|  | Inverness Caledonian Thistle | Inverness Caledonian Thistle | 2                            | 1                            | 3             |   | Arbroath | Arbroath      | 0             | 0             | 0 (3)         |               |   |  |           |           |           |           |           |  |
|  |                              |                              |                              |                              |               |   | Arbroath | Arbroath      | 0             | 0             | 0 (3)         |               |   |  |           |           |           |           |           |  |
|  |                              |                              | Inverness Caledonian Thistle | Inverness Caledonian Thistle | 0             | 0 | 0 (5)    |               |               |               |               |               |   |  |           |           |           |           |           |  |
|  |                              |                              | Inverness Caledonian Thistle | Inverness Caledonian Thistle | 0             | 0 | 0 (5)    |               |               |               |               |               |   |  |           |           |           |           |           |  |
|  |                              |                              |                              |                              |               |   |          |               |               |               |               |               |   |  |           |           |           |           |           |  |
|  |                              |                              |                              |                              |               |   |          |               |               |               |               |               |   |  |           |           |           |           |           |  |
|  |                              |                              |                              |                              |               |   |          |               | St. Johnstone | St. Johnstone | 2             | 4             | 6 |  |           |           |           |           |           |  |
|  |                              |                              |                              |                              |               |   |          |               |               |               |               |               | 6 |  |           |           |           |           |           |  |
|  |                              |                              | Inverness Caledonian Thistle | Inverness Caledonian Thistle | 2             | 0 | 2        |               |               |               |               |               |   |  |           |           |           |           |           |  |
|  |                              |                              | Inverness Caledonian Thistle | Inverness Caledonian Thistle | 2             | 0 | 2        |               |               |               |               |               |   |  |           |           |           |           |           |  |
|  |                              |                              |                              |                              |               |   |          |               |               |               |               |               |   |  |           |           |           |           |           |  |
|  |                              |                              |                              |                              |               |   |          |               |               |               |               |               |   |  |           |           |           |           |           |  |
|  |                              |                              |                              |                              |               |   |          |               |               |               |               |               |   |  |           |           |           |           |           |  |
|  |                              |                              |                              |                              |               |   |          |               |               |               |               |               |   |  |           |           |           |           |           |  |
|  |                              |                              |                              |                              |               |   |          |               |               |               |               |               |   |  |           |           |           |           |           |  |
|  |                              |                              |                              |                              |               |   |          |               |               |               |               |               |   |  |           |           |           |           |           |  |
|  |                              |                              |                              |                              |               |   |          |               |               |               |               |               |   |  |           |           |           |           |           |  |
|  |                              |                              |                              |                              |               |   |          |               |               |               |               |               |   |  |           |           |           |           |           |  |
|  |                              |                              |                              |                              |               |   |          |               |               |               |               |               |   |  |           |           |           |           |           |  |
|  |                              |                              |                              |                              |               |   |          |               |               |               |               |               |   |  |           |           |           |           |           |  |

### Primera ronda
| Ida; 3 de mayo de 2022 | Partick Thistle | 1 – 2   | Inverness Caledonian Thistle | Firhill Stadium, Glasgow                                |                                                         |
| 19:05 BST              | Crawford 54'    | Reporte | Sutherland 71' · Samuels 82' | Asistencia: 2919 espectadores Árbitro(s): Steven McLean | Asistencia: 2919 espectadores Árbitro(s): Steven McLean |

| Vuelta; 6 de mayo de 2022 | Inverness Caledonian Thistle | 1 – 0 (Global 3 – 1) | Partick Thistle | Caledonian Stadium, Inverness                          |                                                        |
| 19:45 BST                 | Samuels 29'                  | Reporte              |                 | Asistencia: 2470 espectadores Árbitro(s): Kevin Clancy | Asistencia: 2470 espectadores Árbitro(s): Kevin Clancy |

### Segunda ronda
| Ida; 10 de mayo de 2022 | Inverness Caledonian Thistle | 0 – 0   | Arbroath | Caledonian Stadium, Inverness                           |                                                         |
| 19:05 BST               |                              | Reporte |          | Asistencia: 2201 espectadores Árbitro(s): Euan Anderson | Asistencia: 2201 espectadores Árbitro(s): Euan Anderson |

| Vuelta; 13 de mayo de 2022 | Arbroath                        | 0 – 0 (3 – 5 p.)(Global 0 – 0) | Inverness Caledonian Thistle               | Gayfield Park, Arbroath                                 |                                                         |
| 19:45 BST                  |                                 | Reporte                        |                                            | Asistencia: 5154 espectadores Árbitro(s): Willie Collum | Asistencia: 5154 espectadores Árbitro(s): Willie Collum |
|                            |                                 | Tiros desde el punto penal     |                                            |                                                         |                                                         |
|                            | McKenna · Low · Hamilton · Linn |                                | McKay · Hardy · Welsh · Harper · Broadfoot |                                                         |                                                         |

### Promoción
| Ida; 20 de mayo de 2022 | Inverness Caledonian Thistle | 2 – 2   | St. Johnstone               | Caledonian Stadium, Inverness |                          |
| 19:45 BST               | McAlear 73', 80'             | Reporte | - Rooney 18' - Hallberg 24' | Árbitro(s): Bobby Madden      | Árbitro(s): Bobby Madden |

| Vuelta; 23 de mayo de 2022 | St. Johnstone                                        | 4 – 0 (Global 6 – 2) | Inverness Caledonian Thistle | McDiarmid Park, Perth  |                        |
| 19:45 BST                  | - May 46' - MacPherson 53' - Hendry 87' - Rooney 90' | Reporte              |                              | Árbitro(s): Nick Walsh | Árbitro(s): Nick Walsh |

- St. Johnstone ganó en el marcador global por 6-2 y, por tanto, ambos clubes permanecieron en sus respectivas ligas.